# Гончаренко Георгій Іванович
Гео́ргій Іва́нович Гончаре́нко (літературний псевдонім Ю́рій Га́лич) (народився 10 червня 1877 у Варшаві — помер 12 січня 1940 в Ризі) — російський і український воєначальник, генерал-майор Генштабу, публіцист, поет і прозаїк. Автор мелодії і слів[прояснити] романсу. В 70 роках новий текст романсу написав «Мій друже Ковалю» Миколи Матоли.[джерело?] Також із цього романсу у 1970-х Міхаіл Звєздінський «створив» у США «білогвардійський» романс «Поручик Голіцин».[джерело?]

## Життєпис
Георгій Гончаренко був представником полтавського дворянства. Він народився у військовій сім'ї і все життя присвятив військовій справі, кінному спорту, а також поезії, літературі та журналістиці.
У роки Громадянської війни генерал-майор Гончаренко опинився в Україні і служив при гетьманові Скоропадському начальником нагородного відділу. В Києві він познайомився з прототипом героя романсу — петербурзьким поручиком Костянтином Голіциним.
Під псевдонімом Юрій Галич генерал написав 14 книг повістей, оповідань та віршів, опублікував сотні статей.